# رنمینبی
رنمینبی (به چینی: 人民币) یکای پول رسمی کشور چین است که یکای اصلی آن هم یوآن است. این پول از لحاظ قانونی در سرزمین اصلی چین رایج است اما در هنگ کنگ و ماکائو رایج نیست. معنای تحت‌اللفظیِ رنمینبی، پول رایج مردم است.
سری دوم اسکناس‌های رنمینبی که از سال ۱۹۵۵ رایج شدند، نام جمهوری خلق چین را به زبان‌های اویغوری، تبتی و مغولی نوشته شده بود. این روش از آن دوره تا به حال ادامه داشته‌است.